# Holochroa unicolor
Holochroa unicolor là một loài bướm đêm trong họ Geometridae.